# Phorbia omeishanensis
Phorbia omeishanensis este o specie de muște din genul Phorbia, familia Anthomyiidae, descrisă de Fan în anul 1982. Conform Catalogue of Life specia Phorbia omeishanensis nu are subspecii cunoscute.